# 완주 고산향교 대성전
완주 고산향교 대성전(完州 高山鄕校 大成殿)은 대한민국 전북특별자치도 완주군에 있는 건축물이다. 1985년 8월 16일 전라북도의 유형문화재 제116호로 지정되었다.

## 개요
이곳 대성전은 공자를 모신 사당이다. 조선 왕조는 유교를 통치 이념으로 삼아 나라에서 각 지방에 향교라는 학교를 세우고 그 안에 대성전을 두어 유학을 장려하였다. 고산향교는 태조 때 처음 세웠으나 정종 때 원인 모를 불로 모든 건물이 타버렸다. 그 뒤 향교를 복구하였지만 임진왜란 때 또다시 불타버렸다. 선조 34년(1601년)부터 대성전을 비롯한 건물들을 다시 짓기 시작하여 오늘에 이르렀다. 대성전 안에는 공자를 상징하는'대성지성문선황(大成至聖文宣王)'이라고 쓴 나무패를 가운데 두고, 그 좌우에 여러 성현과 유학자를 모셨다. 해마다 봄가을에 이곳 대성전에서 '석전대제'라는 큰 제사를 지낸다.

## 같이 보기
- 고산향교

## 참고 자료
- 고산향교대성전 - 국가유산청 국가유산포털